# Un alumno más
Un alumno más es el séptimo álbum de estudio de Melendi, que salió a la luz el 25 de noviembre de 2014. El artista anunció la portada del disco el 14 de octubre, en el que se le ve en el aula desordenada de un colegio, sentado en un sillón.

## Antecedentes
A través de las redes sociales Facebook y Twitter, el cantante anunció en febrero el título de varias canciones, además de publicar, meses más tarde, en YouTube un avance de «Septiembre» y la canción completa de «SaraLuna». El 8 de septiembre, el equipo de Melendi anunció a través de su cuenta de Facebook oficial que el primer sencillo de Un alumno más sería «Tocado y hundido», que fue lanzado el día 16 de ese mismo mes a través de la plataforma iTunes. El día 15 de septiembre se pudo escuchar «Tocado y hundido» por primera vez en las cadenas radiofónicas Cadena Dial y Cadena 100.
El 23 de septiembre sube a la red un acústico a guitarra llamado «Otro lío de Melendi», en el cual denuncia cómo le trata la prensa difamando casos inciertos sobre él y aparece como canción extra en el disco. El tracklist oficial del CD se reveló el 23 de octubre de 2014 mediante una foto que subió a las principales redes sociales Facebook, Twitter e Instagram con la que puede ser la contraportada del disco. En ella se veía Melendi escribiendo en una pizarra el listado de canciones.

## Lista de canciones
| N.º | Título                        | Duración |  |
| 1.  | «La promesa»                  | 3:53     |  |
| 2.  | «Tocado y hundido»            | 3:31     |  |
| 3.  | «La religión de los idiotas»  | 3:28     |  |
| 4.  | «Saraluna»                    | 7:12     |  |
| 5.  | «Cenizas en la eternidad»     | 5:56     |  |
| 6.  | «El amor es un arte»          | 4:25     |  |
| 7.  | «Septiembre»                  | 4:06     |  |
| 8.  | «Colgado de la vecina»        | 3:38     |  |
| 9.  | «Tú de Elvis y yo de Marilyn» | 3:44     |  |
| 10. | «Posdata»                     | 4:36     |  |
| 11. | «El gordo y el narco»         | 3:25     |  |

## Posicionamiento en listas
| Listas (2014)       | Mejor posición |
| ------------------- | -------------- |
| España (PROMUSICAE) | 1              |

## Certificaciones
| País   | Organismo certificador | Certificación | Ventas Certificadas | Ref   |
| ------ | ---------------------- | ------------- | ------------------- | ----- |
| España | PROMUSICAE             | 2x Platino    | 80 000              | [ 2 ] |